# Heteromolpadia pikei
Heteromolpadia pikei is een zeekomkommer uit de familie Molpadiidae.
De wetenschappelijke naam van de soort werd in 1965 gepubliceerd door David Pawson.